# Железнодорожный вокзал в Ельце
Железнодорожный вокзал в Ельце — здание вокзала железнодорожной станции Елец.
Адрес: Адрес: 399770, Россия, город Елец, улица Привокзальная, 1.

## История
По ходатайству елецких дворян, купцов и промышленников император Александр II 1 марта 1867 года утвердил концессию на строительство железной дороги от города Елец до станции Грязи Воронежской земской железной дороги. Это событие послужило началом строительства станции и железнодорожных путей, которые к 1870 году обеспечили выход елецкой продукции на рынки губерний Российской империи.
Железнодорожная ветка «Узловая−Елец» открылась в 1874 году. Железнодорожные пути от Сызрани до Вязьмы проходили по территории Смоленской, Калужской, Тульской, Рязанской, Орловской, Тамбовской, Пензенской, Симбирской и Саратовской губерний. В этом же году в южной части Ельца появилась железнодорожная станция с вокзалом, пакгаузами (складами) и комплексом деревянных домиков для работников железной дороги. До настоящего времени сохранилось здание старинного елецкого вокзала, которое превратилось в жилой дом.

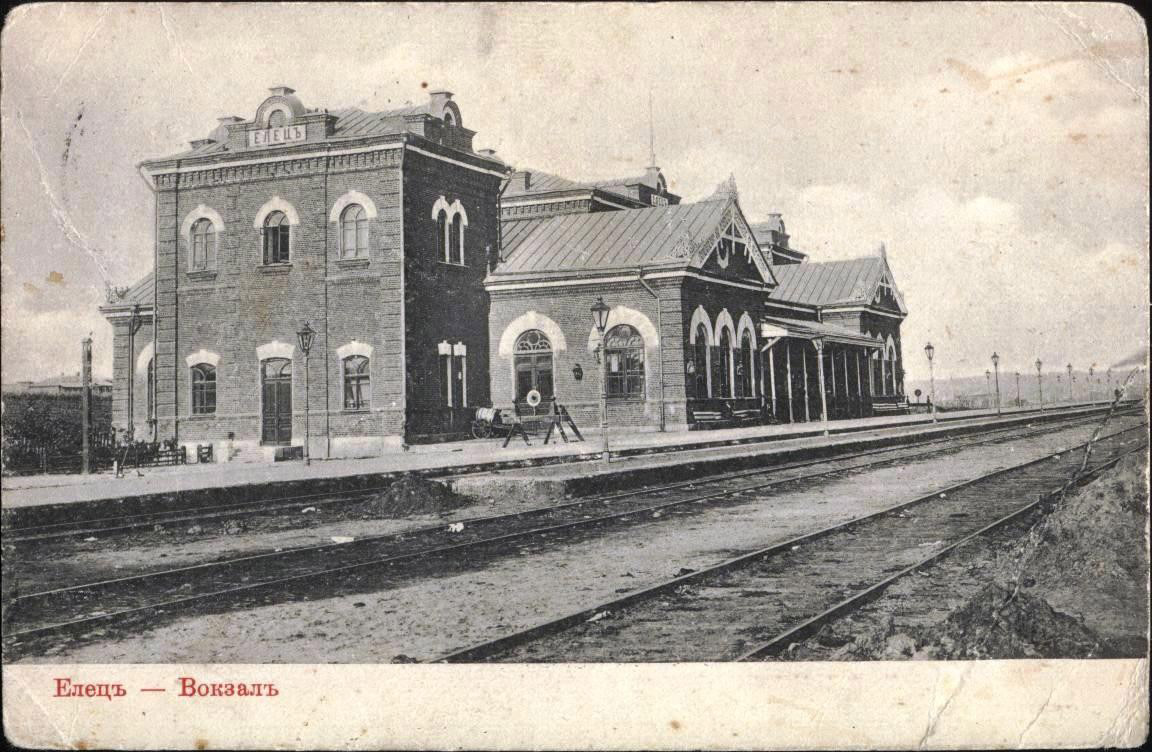
Здание вокзала до Октябрьской революции

Здание нового железнодорожного вокзала было построено в 1896 году как Центральный вокзал «Елец» на железнодорожных ветках Орёл−Грязи и Елец−Валуйки. Здание имело сложный план, было 1-2 этажным, с двусветным залом в северной части центрального объёма и двухэтажными боковыми частями. Первоначально железнодорожные пути располагались только с северной стороны вокзала.
Вокзал в Ельце в годы Гражданской войны был местом вооруженного противостояния корпуса под командованием генерал-лейтенанта К. К. Мамонтова и запасного пехотного батальона во главе с А. А. Вермишевым. Также железнодорожный вокзал стал местом боев в 1941 году в начале Великой Отечественной войны.
В 1963 году послевоенное здание вокзала подверглось значительной реконструкции. Все одноэтажные объёмы были надстроены вторыми этажами, с южной стороны устроены новые подъездные пути и станция получила островной характер. На его стенах размещено несколько мемориальных досок:
- «Здесь, защищая вокзал, 31 августа 1919 г. сражался отряд красноармейцев под командованием комиссара-писателя Александра Вермишева. В этом бою Вермишев был тяжело ранен, схвачен и замучен белогвардейцами.»
- «7 декабря 1941 г. воины 654-го стрелкового полка в ожесточённом бою с немецко-фашистскими захватчиками освобождали ж/д станцию Елец.»

Решением исполнительного комитета Липецкого областного Совета народных депутатов «О ходе выполнения решения облисполкома» от 19.03.80 г. № 156 и «О мерах по улучшению охраны, реставрации и использования памятников истории и культуры в области в свете Закона СССР „Об охране и использовании памятников истории и культуры“» № 51 от 26.01.1983, здание железнодорожного вокзала является памятником градостроительства и архитектуры регионального значения.